# Joachim Friedrich Feller
Pour les articles homonymes, voir Feller.
Joachim Friedrich Feller (1673-1726) était un écrivain allemand. Fils de Joachim Feller, il fut secrétaire du duc de Saxe-Weimar.

## Source
Cet article comprend des extraits du Dictionnaire Bouillet. Il est possible de supprimer cette indication, si le texte reflète le savoir actuel sur ce thème, si les sources sont citées, s'il satisfait aux exigences linguistiques actuelles et s'il ne contient pas de propos qui vont à l'encontre des règles de neutralité de Wikipédia.